# نيك دي فريس
نيك دي فريس (بالإنجليزية: Nyck de Vries)‏ (من مواليد 6 فبراير 1995) هو سائق فورملا 1 هولندي. فاز ببطولة العالم للفورمولا إي 2020-2021 وبطولة الاتحاد الدولي للسيارات للفورمولا 2 لعام 2019، بالإضافة إلى بطولة العالم للكارتينج لعامي 2010 و 2011. وكان قد شارك في برنامج ماكلارين للسائقين الشباب من يناير 2010 حتى مايو 2019 وأكاديمية أودي سبورت للسباقات من أكتوبر 2016 حتى أغسطس 2019.
شارك نيك دي فريس لأول مرة في سباقات فورمولا 1 في سباق جائزة إيطاليا الكبرى 2022 في سبتمبر 2022 لصالح فريق ويليامز.

## روابط خارجية
- نيك دي فريس على موقع DriverDB.com (الإنجليزية)